# Duara Ningtyrmen
Dwara Nongtyrmen fou un petit estat tributari protegit a les muntanyes Khasi avui a Meghalaya però abans a Assam. La població el 1901 era de 362 habitants. Produïa arròs, mill i taronges.